# Hellenic Shipyards
Hellenic Shipyards — крупнейший судостроительный завод в Греции и Средиземноморском регионе в целом, расположенный в городе Скарамангас в общине (диме) Хайдарионе в периферийной единице Западной Аттике в периферии Аттике, в 11 километрах к северо-западу от центра Афины, площади Омониас, на берегу залива Элефсиса в заливе Сароникос.

## История
История компании Hellenic Shipyards начинается с Королевской военно-морской верфи, организованной в 1937 году для строительства и ремонта военных кораблей силами греческой промышленности. Несмотря на большие инвестиции и заказы на 12 эсминцев, а также подводные лодки, работа предприятия прекратилась после оккупации Греции в годы Второй мировой войны. В 1944 году верфь была полностью разрушена в результате бомбардировок союзников.
Работа предприятия была восстановлена в 1957 году, когда греческий магнат-судовладелец Ставрос Ниархос приобрёл разрушенный завод, перестроил и расширил существующие промышленные объекты. С тех пор компания построила большое количество судов и кораблей. Среди последних разработанные греческими кораблестроителями скоростные патрульные катера и канонерские лодки (типа «Пирполитис» и «Махитис»), а также разработанные иностранными специалистами фрегаты, скоростные ракетные катера, подводные лодки и т. п.
Подразделение компании участвует в производстве оборудования, в том числе специализированных конструкций для греческой промышленности, структур и платформ для морского бурения, грузовых кранов и т. п. В 1986 году вступило в строй специализированное предприятие для массового производства различных типов вагонов (дизельных и электрических), железнодорожных вагонов (пассажирских и грузовых) и локомотивов, в основном немецкой конструкции.
В 2002 году компанию Hellenic Shipyards приобрела немецкая группа инвесторов Howaldtswerke-Deutsche Werft. Сама Howaldtswerke-Deutsche Werft — дочернее предприятие немецкой ThyssenKrupp Marine Systems. Тем не менее финансово-экономический кризис в Европейском союзе и Греции в частности привёл к снижению производства компании. Количество сотрудников сокращено до 1300 человек в 2009 году после серьёзных экономических проблем. 1 марта 2010 года достигнута договоренность о продаже 75,1 % акций компании Abu Dhabi MAR (Объединённые Арабские Эмираты). 25 % акций осталось в собственности ThyssenKrupp Marine Systems.
В конце 2010 года судоверфь приобрела судостроительная компания Privinvest, принадлежащая Искандару и Акриму Сафа.

## Суда Hellenic Shipyards
- La Combattante IIIb
- Gunboats Class HSY-55
- Gunboats Class Osprey HSY-56A
- Meko-200HN (по лицензии родительской компании Howaldtswerke-Deutsche Werft)
- Подводные лодки Type 214 (по лицензии родительской компании Howaldtswerke-Deutsche Werft)